# Virgin Gorda
Virgin Gorda is een eiland dat deel uitmaakt van de Britse Maagdeneilanden. Het is het op twee na grootste van de vier hoofdeilanden, na Tortola en Anegada, en telde 3.930 bewoners in 2010. De naam is Spaans en betekent "Dikke Maagd", een verwijzing naar het silhouet van het eiland - uitgestrekt, met een bult in het midden.

## Geschiedenis
Virgin Gorda zou in de herfst van 1493 zijn ontdekt door Christoffel Columbus, tijdens zijn tweede reis. Het eiland werd niet geclaimd, en was een toevluchtsoord voor piraten als Zwartbaard, William Kidd en de Nederlander Joost van Dyk.
In 1631 was op Virgin Gorda een Nederlandse handelspost van de West-Indische Compagnie gevestigd. De nederzetting is nu bekend als Little Dix, een verbastering van Dyk. In 1672 werd het eiland veroverd door de Britten, en in 1680 definitief aan het Verenigd Koninkrijk toegekend. Spanish Town was van 1680 tot 1741 de hoofdplaats van de eilanden.
Op Virgin Gorda werden suikerrietplantages gesticht en slaven werden uit Afrika gehaald. In 1834 werd de slavernij afgeschaft. De meeste plantages hielden op te bestaan in de 19e eeuw en de plantagehouders keerden terug naar Engeland. In het begin van de 19e eeuw werden kopermijnen gesticht door mijners uit Cornwall. De mijnen sloten in 1862.

## Bezienswaardigheden
In het zuidenwesten van Virgin Gorda bevindt zich The Baths, een verzameling granieten rotsblokken die zijn ontstaan door de afkoeling van magma. Sommige rotsblokken vormen grotten op het strand. Sinds 1990 is het gebied beschermd als nationaal park.
De kopermijn bevindt zich in het zuidoosten van het eiland. De mijn heeft tot 1862 gefunctioneerd en was door de mijners uit Cornwall gesticht. In 1998 werd begonnen met het herstel van de ruïnes, en werd het gebied beschermd. De heuvel Mine Hill domineert het landschap en wordt gebruikt door een kolonie witstaartkeerkringvogels.
Het Gorda Peak National Park bevindt zich rondom Gorda Peak, de hoogste berg van eiland met een hoogte van 414 m. In 1974 werd door Laurance Rockefeller grond rond de berg geschonken, en werd een 105 hectare groot beschermd natuurgebied opgericht. Er zijn twee wandelpaden in het park aangelegd. Er was een uitkijktoren op de top van de berg, maar die was in 2017 door orkaan Irma verwoest. Het park bestaat uit droog woud. De bedreigde gecko Sphaerodactylus parthenopion komt in het gebied voor.

## Galerij

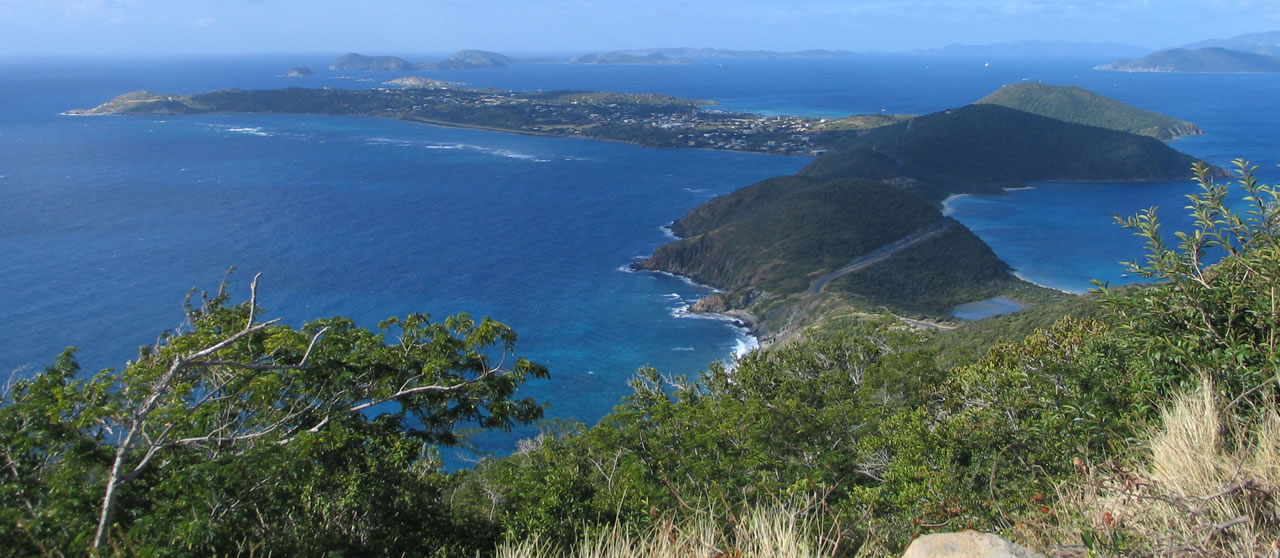
Panorama
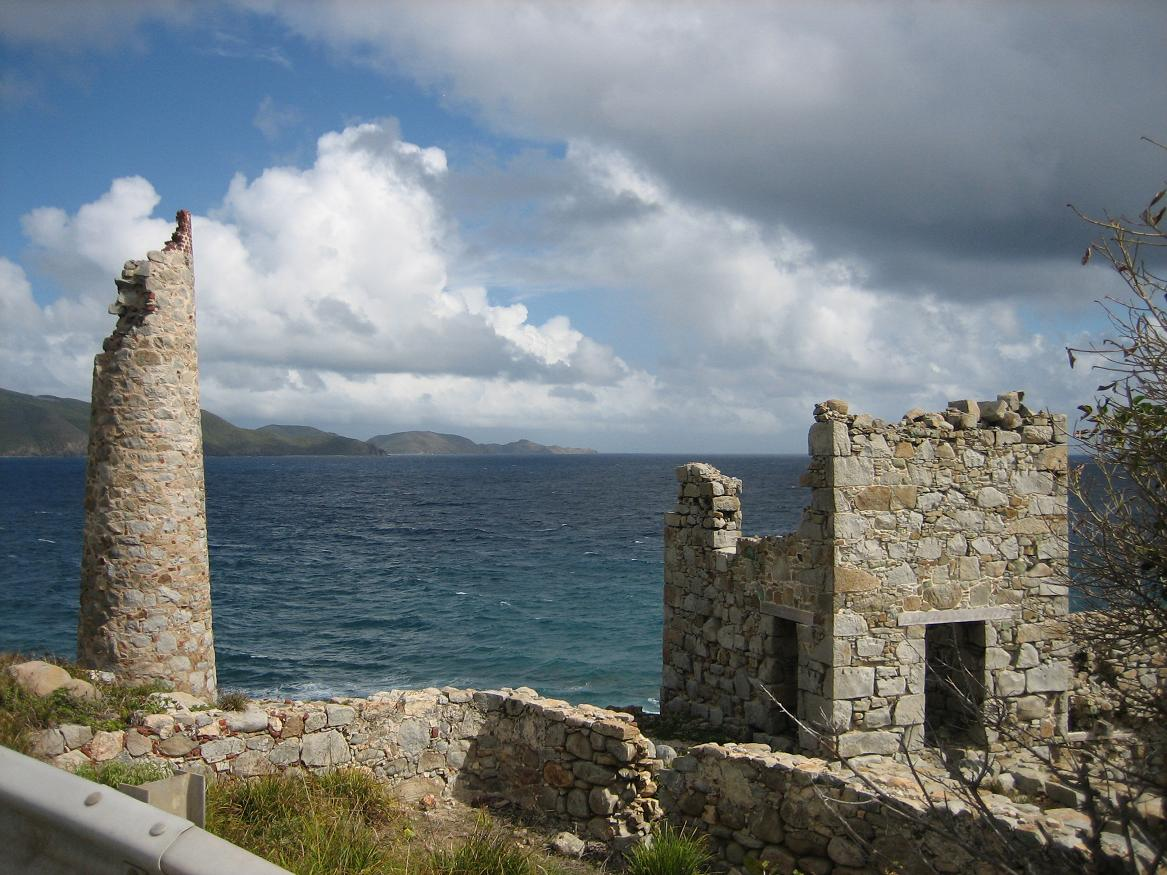
Ruïne van een kopermijn
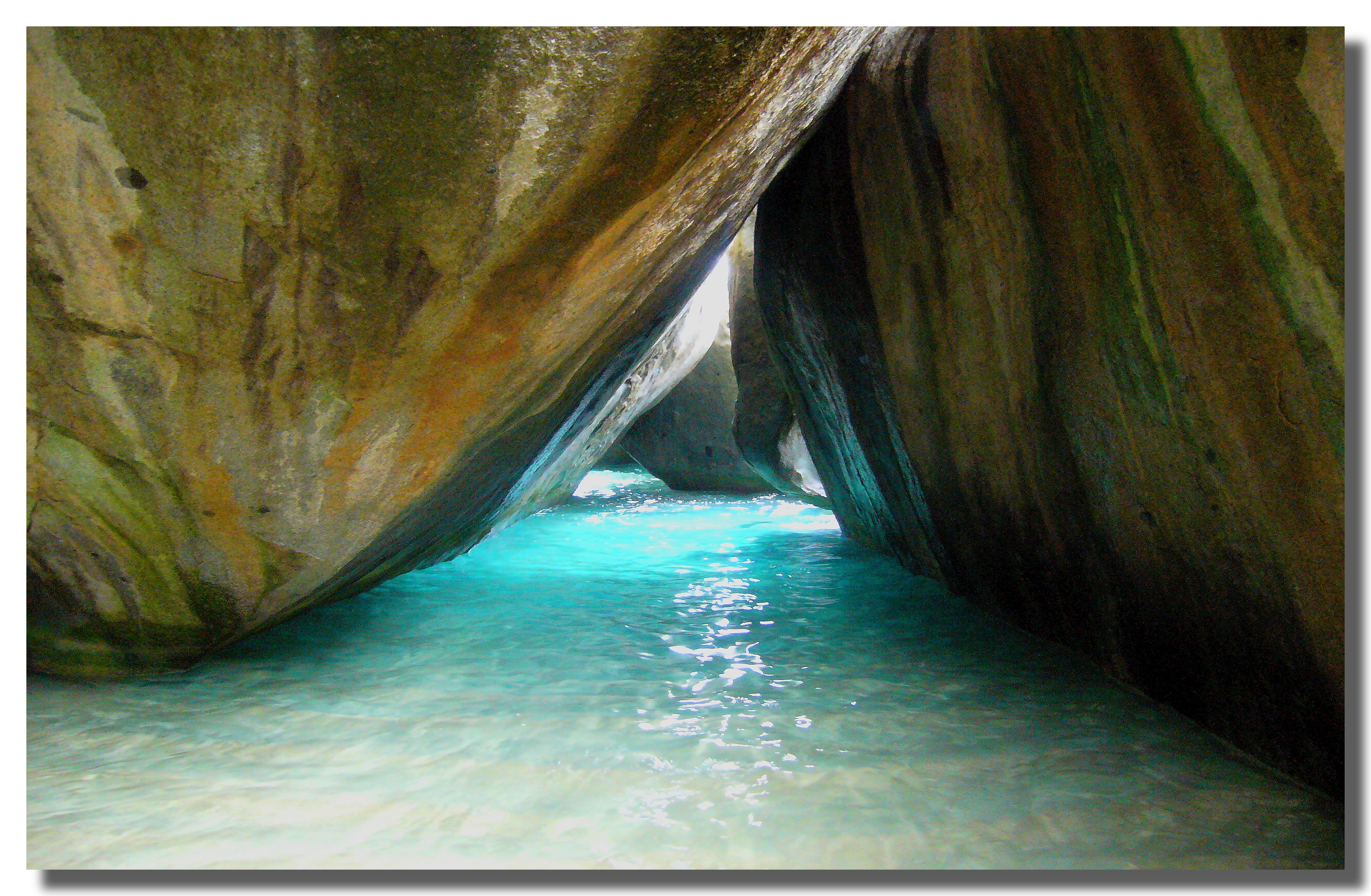
Rotsblokken van The Baths
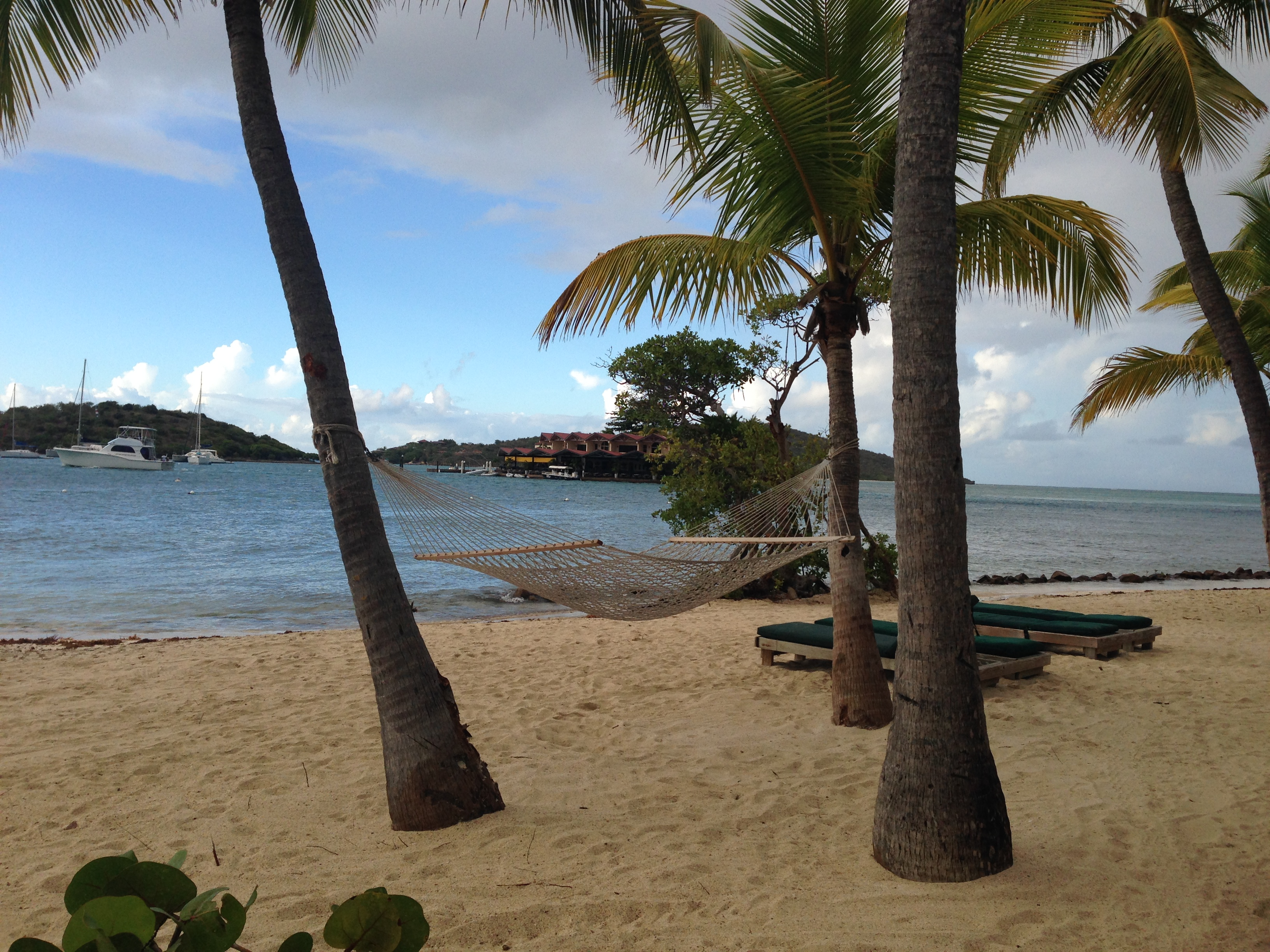
Strand met uitzicht op het eiland Prickly Pear

Anegada · Beef Island · Cooper Island · Dead Chest Island · Frenchman's Cay · Ginger Island · Jost Van Dyke · Necker Island · Norman Island · Peter Island · Salt Island · Tortola · Virgin Gorda